# La Lanterne magique (film 1907)
La Lanterne magique è un cortometraggio muto del 1907. Il nome del regista non viene riportato nei credit.

## Produzione
Il film fu prodotto dalla Pathé Frères.

## Distribuzione
Distribuito dalla Pathé Frères, il film - un cortometraggio di 65 metri- fu importato  e distribuito anche negli Stati Uniti dove uscì il 26 ottobre 1907 con il titolo inglese Magic Lantern.